# Данильченко Віктор Олексійович
Віктор Олексійович Дани́льченко (12 червня 1929, Вінниця — 16 лютого 2006, Київ) — радянський і український фахівець у галузі радіолокації та навігаційного обладнання. Лауреат Державної премії України в галузі науки і техніки за 1994 рік. Батько діяча культури Андрія Данильченка.

## Життєпис
Народився 12 червня 1929 року в місті Вінниці (нині Україна), українець. 1952 року закінчив Київський політехнічний інститут.
З 1952 року працював в Управлінні гідрометеослужби Казахської РСР; з 1954 року — у Києві, в Державному конструкторському бюро № 473 (нині Акціонерне товариство «Антонов»): у 1965—2004 роках очолював конструкторський відділ; у 2004—2006 роках обіймав посаду головного спеціаліста. Починаючи з Ан-8, брав участь у конструюванні всіх літаків «Ан», у тому числі Ан-70, а також у розробці навігаційної системи для космічних кораблів «Буран» та літака «Мрія».
Помер у Києві 16 лютого 2006 року.

## Виноски
1. ↑  За створення, впровадження у серійне виробництво та експлуатацію транспортних літаків Ан-72, Ан-74; разом з Дмитром Ківою, Валентином Пустовойтом, Германом Шитиковим, Гілілом Гіндіним, Валентином Нікітіним, Юрієм Повалієм, Левом Васильченком[1]; диплом і почесний знак № 3983[2].